# Bibakon
Bibakon – im Lateinischen Bibacum; altgriechisch Βίβακον – ist ein Ortsname, der in der Geographia des Claudius Ptolemaios als einer der im Westen der südlichen Germania magna an der Donau liegenden Orte (πόλεις) mit 33° 00' Länge (ptolemäische Längengrade) und 48° 00' Breite angegeben wird. Bibakon liegt damit nach Ptolemaios entlang der Donau zwischen Kantioibis und Prodentia. Wegen des Alters der Quelle kann eine Existenz des Ortes um 150 nach Christus angenommen werden.
Bislang gilt der antike Ort als nicht sicher lokalisiert. Ein interdisziplinäres Forscherteam um Andreas Kleineberg, das die Angaben von Ptolemaios neu untersuchte, lokalisiert Bibakon anhand der transformierten antiken Koordinaten bei Finningen, da der heutige Ort an einer römischen Altstraße, der „Donausüdstraße“ liegt. Diese Altstraße wurde um das Jahr 50 n. Chr. vom Donauursprung bis Kelheim als militärische Grenzüberwachungsstraße gebaut. In der zweiten Hälfte des ersten Jahrhunderts n. Chr. galt sie als die wichtigste Verbindung zwischen den römischen Garnisonsstädten Augusta Vindelicorum, dem heutigen Augsburg, und Mogontiacum, dem heutigen Mainz. Im Allgemeinen wird Bibakon heute in der Geschichtsforschung aber mit dem weiter nördlich gelegenen Weißenburg in Mittelfranken identifiziert.